# Brynäs Idrottsförening
Il Brynäs IF è un club polisportivo e di hockey su ghiaccio con sede a Gävle, in Svezia. Gioca nella Svenska hockeyligan, il massimo campionato svedese.
Disputa i propri incontri interni presso la Läkerol Arena, conosciuta anche con il nome di Gavlerinken.

## Storia
Il club polisportivo è stato fondato da Nils Norin, Ferdinand Blomkvist e Thure Ternström nel maggio 1912, tuttavia la sezione hockey aprì i battenti nel 1939. Il suo debutto nel massimo campionato svedese risale all'annata 1943-44, categoria in cui milita ininterrottamente dal 1961 a questa parte.
Il Brynäs ha vinto il suo primo titolo nazionale nel 1964. In totale sono attualmente 13 gli scudetti vinti dalla squadra nel corso della sua storia, l'ultimo nell'anno del centenario della polisportiva.

## Collegamenti esterni

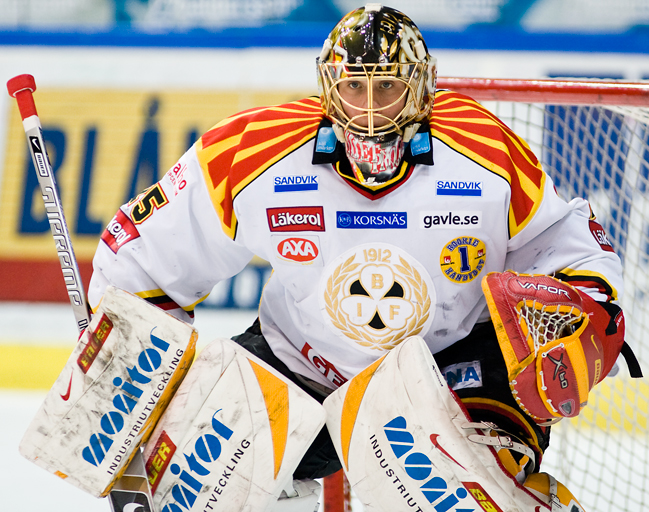
Jacob Markström nel 2009

## Palmarès
- Campionati svedesi: 13

1964, 1966, 1967, 1968, 1970, 1971, 1972, 1976, 1977, 1980, 1993, 1999, 2012